# Tmesibasis royi
Tmesibasis royi är en insektsart som beskrevs av Bo Tjeder 1980. Tmesibasis royi ingår i släktet Tmesibasis och familjen fjärilsländor. Inga underarter finns listade i Catalogue of Life.